# Synagoga Sandys Row w Londynie
Synagoga Sandys Row w Londynie (ang. Sandys Row Synagogue) – aszkenazyjska synagoga znajdująca się przy ulicy Sandys Row w Londynie (East End, dzielnica Tower Hamlets). Jest najstarszą synagogą aszkenazyjską w Londynie i ostatnią zachowaną synagogą w Spitalfields.

## Historia

### Kaplica chrześcijańska
Budynek powstał w miejscu Starych Ogrodów Artyleryjskich, przy pastwisku Spital Fyeld's, gdzie w XVI wieku dokonywano eksperymentów artyleryjskich. W 1681 George Bradbury i Edward Noell za 5700 funtów otrzymali od londyńskiej parafii św. Botolfa teren z pozwoleniem na budowę nowych domów. Przypuszcza się, że w tym miejscu wzniesiono pierwotnie drewnianą kaplicę, z której korzystali francuscy hugenoci. W 1766 wzniesiono w jej miejscu obecny, ceglany budynek L'Eglise de l’Artillerie. Kościół artyleryjski połączył się z londyńskim kościołem walońskim w 1786, a następnie przez około pięćdziesiąt lat kościół służył innym wspólnotom chrześcijańskim (m.in. baptystom oraz unitarianom).

### Synagoga

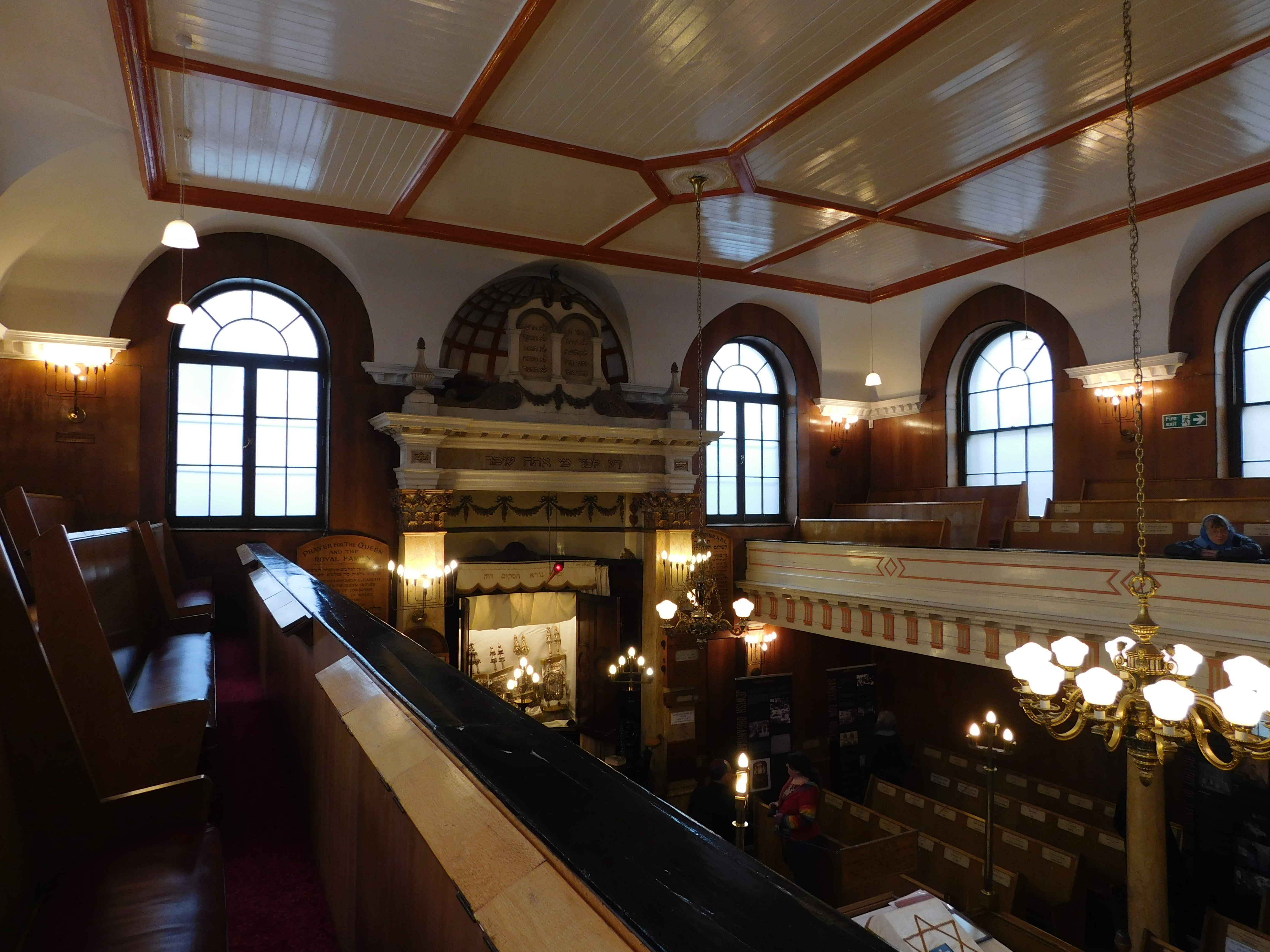
Wnętrze z Aron ha-kodesz

W XIX wieku zaczęli w ten rejon miasta napływać, głównie z Amsterdamu, holenderscy, aszkenazyjscy, ekonomiczni imigranci żydowscy. Oni, jak i późniejsi uchodźcy, osiedlali się przy niewielkich uliczkach West Spitalfields, znanych jako Tenterground. Obszar ten obejmował ulice Whites Row, Tenter Street, Artillery Passage i Sandy’s Row. Żydzi holenderscy praktykowali w tym rejonie swoje wyuczone zawody w małych warsztatach. Ta samowystarczalna społeczność żydowska liczyło około tysiąc osób. Okoliczna ludność anglo-żydowska nazywała ich pogardliwie the Chuts. Odmówili oni przyłączenia się do którejkolwiek z istniejących w okolicy synagog. W miejsce tego wynajęli małe pomieszczenie w budynku przy Whites Row Spitalfields (niedaleko Sandys Row), gdzie codziennie odbywały się spotkania modlitewne i nabożeństwa szabatowe. Większe nabożeństwa miały miejsce w dużej Zetland Hall przy Mansell Street.
W 1867 społeczność zgromadziła odpowiednie fundusze, aby wykupić dzierżawę kaplicy przy Sandys Row, którą wynajmowano już od pewnego czasu. Budynek ten nazywano The Parliament Court Synagogue. Hipotekę spłacono w 1929. Uroczystość poświęcenia synagogi Sandys Row nastąpiła w 1870. Prowadził ją Haham Benjamin Artom (naczelny, sefardyjski rabin kongregacji Żydów hiszpańsko-portugalskich w Londynie), ponieważ Nathan Marcus Adler (ortodoksyjny naczelny rabin Imperium Brytyjskiego) odmówił prowadzenia nabożeństwa, sprzeciwiając się założeniu małej niezależnej wspólnoty tak blisko dużych synagog miejskich. 
Popularny wówczas architekt projektujący synagogi, Nathan Solomon Joseph, opracował plan przebudowy dawnej kaplicy. Zachował on wiele oryginalnych elementów wnętrza, w tym dach i balkon, które idealnie pasowały do kobiecej części synagogi. Pierwotnie wejście do kaplicy zostało zamurowane, a na południowo-wschodniej ścianie umieszczono Aron ha-kodesz, a na północno-zachodniej nowe wejście. Projekt wnętrza Sandys Row został oparty na Wielkiej Synagodze na Dukes Place z łukowatym sufitem, gzymsem, oknami i neoklasyczną mahoniową Aron ha-kodesz osadzoną w absydzie. Duża część wnętrza zachowała się w oryginalnym stanie. 
W listopadzie 1887 synagoga Sandys Row była największą w East Endzie. W okresie II wojny światowej obiekt nie został bezpośrednio zbombardowany, ale fale uderzeniowe innych wybuchów uszkodziły konstrukcję budynku. W 1922 i w latach 50. XX wieku wykonano remonty obiektu.
W latach 70. XX wieku świątynia podupadała. Większość ludności żydowskiej wyprowadziła się z East Endu, a liczba członków wspólnoty znacznie się zmniejszyła. W latach 90. XX wieku myślano o zamknięciu obiektu, jednak ostatecznie do tego nie doszło, ponieważ nowe pokolenie Żydów zaczęło wracać na East End, zwiększając stopniowo liczebność wspólnoty. 